# HMS C34
HMS C34 – brytyjski okręt podwodny typu C. Zbudowany w latach 1909–1910 w Chatham Dockyard w Chatham. Okręt został wodowany 8 czerwca 1910 roku i rozpoczął służbę w Royal Navy 17 września 1910 roku. Pierwszym dowódcą był G. Bower.
W momencie wybuchu I wojny światowej C34 stacjonował w Dover przydzielony do Czwartej Flotylli Okrętów Podwodnych (4th Submarine Flotilla) pod dowództwem  Lt. J. F. Hutchingsa.
W 1915 roku został przeniesiony do Harwich i operował u wybrzeży Belgii. HMS C34 brał udział działaniach wojennych na Morzu Północnym.  24 lipca 1917 roku w czasie patrolu w okolicy wyspy Fair w archipelagu Szetlandów, został storpedowany przez niemiecki okręt podwodny SM U-52. Zginęła prawie cała załoga łącznie z dowódcą Lt. I. S. Jeffersonem, ocalał tylko jeden marynarz, który został wyłowiony przez załogę okrętu U-52.